# تپه کوزه گلین
تپه کوزه گلین مربوط به دوره ساسانیان - دوران‌های تاریخی پس از اسلام است و در شهرستان تاکستان، روستای کوزه گلین واقع شده و این اثر در تاریخ ۲۵ اسفند ۱۳۷۹ با شمارهٔ ثبت ۳۲۱۰ به‌عنوان یکی از آثار ملی ایران به ثبت رسیده است.